# Cleptes nitidulus
Cleptes nitidulus ist eine Art aus der Familie der Goldwespen (Chrysididae).

## Merkmale
Die Wespen erreichen eine Körperlänge von fünf bis sechs Millimetern. Der Hinterleib weist teilweise keinen Metallglanz auf. Der Hinterrand des Pronotums ist glatt und besitzt keine punktierte Querfurche. Das Pronotum des Weibchens ist rötlich gefärbt und glänzt nicht metallisch, das des Männchens glänzt wie auch der Kopf grün-metallisch. Die ersten drei Tergite sind beim Männchen rötlich gefärbt, die hinteren haben einen dunklen Metallglanz.

## Vorkommen
Die Art kommt in Europa, dem Nahen Osten und der Mandschurei vor. Sie besiedeln Lebensräume mit dichter Vegetation, wie etwa Waldränder, Gebüsche, Hecken aber auch Gärten. Die Tiere fliegen in zwei Generationen von Ende Mai bis Mitte August. Sie sind in Mitteleuropa verbreitet anzutreffen, aber wegen ihrer versteckten Lebensweise schwer zu entdecken.

## Lebensweise
Cleptes nitidulus parasitiert wie alle Arten der Gattung Cleptes an Pflanzenwespen der Gattung Nematus und Calirosa. Die Weibchen graben sich zu den von diesen Wespen im Boden angelegten Kokons vor, beißen ein Loch in die Hülle und legen ein Ei ab. Anschließend wird das Loch mit Speichel verschlossen. Die Imagines von Cleptes nitidulus ernähren sich gerne von Honigtau. Sie halten sich im Halbschatten nahe am Boden auf und meiden warme Bereiche.

## Belege